# Kfar Rut
Kfar Rut (hebreiska: כפר רות) är en ort i Israel. Den ligger i den nordöstra delen av landet. Kfar Rut ligger 294 meter över havet och antalet invånare är 204.
Terrängen runt Kfar Rut är kuperad österut, men västerut är den platt. Terrängen runt Kfar Rut sluttar brant västerut.Runt Kfar Rut är det tätbefolkat, med 411 invånare per kvadratkilometer. Närmaste större samhälle är Modiin, 2,6 km sydväst om Kfar Rut. Trakten runt Kfar Rut består till största delen av jordbruksmark.